# Āl-e Ţayyeb
Āl-e Ţayyeb (persiska: آل طیب) är en ort i Iran.   Den ligger i provinsen Khuzestan, i den centrala delen av landet, 600 km söder om huvudstaden Teheran. Āl-e Ţayyeb ligger 336 meter över havet och antalet invånare är 516.
Terrängen runt Āl-e Ţayyeb är platt söderut, men norrut är den kuperad. Runt Āl-e Ţayyeb är det ganska tätbefolkat, med 62 invånare per kvadratkilometer. Närmaste större samhälle är Behbahān, 16,8 km söder om Āl-e Ţayyeb. Trakten runt Āl-e Ţayyeb består till största delen av jordbruksmark.